# Larry-Michel Demers
Larry-Michel Demers était un comédien québécois né le 15 mai 1956.  Il est décédé à la suite des complications liées au SIDA le 24 décembre 1992.
Il a joué dans plusieurs téléromans, dont Terre Humaine et dans plusieurs téléfilms, ainsi que dans plusieurs pièces de théâtre. En plus d'être un joueur et coach de la Ligue nationale d'improvisation, il a également fait de l'animation pour des jeux télévisuels.